# Ronald McDonald House Charities

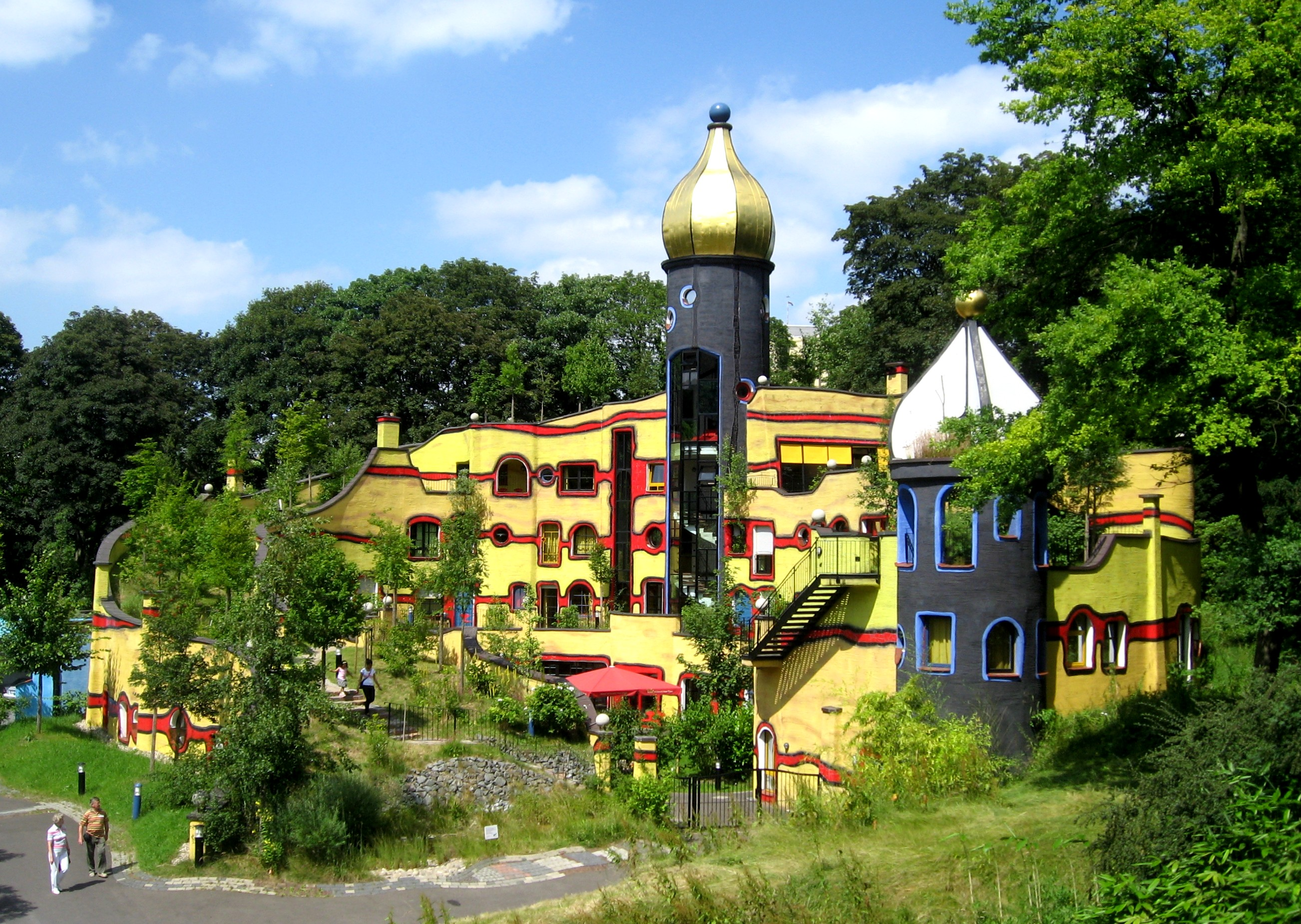
Сімейний центр Ronald McDonald House Хундертвассера в Ессені, Німеччина

Місія Ronald McDonald House Charitie (англ. RMHC) — благодійна організація, діяльність якої направлена на створення будинків та кімнат для сімей тяжко хворих дітей, що перебувають на лікуванні далеко від дому; організацію доступного медичного обслуговування для дітей, що цього особливо потребують; встановлення ґрантів і стипендій для успішних учнів та інші благодійні фонди.

## Місія
Місія Ronald McDonald House Charitie (RMHC) полягає у створенні, пошуку і підтримці програми, які безпосередньо покращують здоров'я і самопочуття дітей. Місія RMHC у своїй діяльності дотримується таких основних цінностей: Зосередження на вкрай важливих потребах дітей;
Урочисте відзначання різноманітних програм, які пропонує місія, а також персоналу, добровольців і донорів, які роблять ці програми можливими;
Залишатися в істині, що належить нашій спадщини більш ніж 36 років відповідального управління;
Працювати з відповідальністю і прозорістю.

## Бачення
Місія Ronald McDonald House Charitie вважає, що, коли людина змінює життя дитини, вона змінює сім'ю, яка може змінити суспільство, і кінець кінцем світ.
Ronald McDonald House Charitie намагається бути частиною цієї зміни, поліпшуючи життя дітей і їх сімей, забезпечуючи програми, які роблять сім'ї сильнішими тоді, коли вони перебувають в складних життєвих обставинах. Місія розширює свою діяльність, з метою встановлення філіалів по всьому світу. Діяльність організації постійно направлена на поліпшення і розширення своїх основних програм та розвиток нових послуг.
Місія не працює самостійно. Вона працює з власними представництвами, щоб виявити потреби і здійснювати свою місію на землі. Місія тісно співпрацює з медичною галуззю, щоб забезпечити доступ до охорони здоров'я. Місія Ronald McDonald House Charitie співпрацює з спонсорами, добровольцями, персоналом і небайдужими людьми.

## Історія
Своїм безперервним успіхом місія Ronald McDonald House Charitie завдячує невпинній роботі добровольців і численних вкладень від спонсорів, завдяки яким стає можлива допомога, яка покращує життя дітей і їхніх сімей.

### 1974
Перший будинок Рональда Макдональда відкривається у Філадельфії завдяки доктору Одрі Еванс, гравцю Філадельфійських Орлів Фреду Гілу (чия дочка Кім була хворою на лейкемію), Леонарду Тозу, власнику Філадельфійських Орлів, Джиму Мюрею, генеральному менеджеру Філадельфійських Орлів і Еду Ренсі, регіональному менеджеру McDonald. Власник та оператори Макдональда у Філадельфії зробили будинок Рональда Макдональда можливим, жертвуючи гроші від продажу молочного коктейлю Shamrock Shakes.

### 1984
Місія Ronald McDonald House Charitie офіційно закріплюється за засновником McDonald Рея Крока, ярого захисника дітей.

### 1985
Перший європейський будинок Рональда Макдональда відкривається в Амстердамі, Нідерланди.
На цей рік організовано вже більш ніж 88 будинків Рональда Макдональда у всьому світі.
RMHC встановлює стипендії RMHC/HACER, забезпечуючи нагороди для здобуття вищої освіти.

### 1987
В Міннеаполісі Ronald McDonald House запроваджує програму, яка дозволяє переробляти вторинну сировину. З того часу, беручи участь у розвитку Будинків місія заробляє мільйони.

### 1988
Починаючи з 1984, RMHC і мережа філіалів місії надає більш ніж $17 мільйонів ґрантів і програмних послуг більш ніж 480 дітям.

### 1991
150-й будинок Рональда Макдональда відкривається в Парижі, Франція.

### 1992
RMHC створює нову програму для сімей важко хворих дітей з першою Кімнатою Сім'ї Рональда Макдональда, яка відкрилась в лікарні Children's Mercy в Канзас Сіті.

### 1993
Джоан Крок, філантроп і дружина засновника McDonald Рей Крок, засновують фонд у $500, 000 кожному будинку Рональда Макдональда, який відкриється або діє в США.

### 1994
Будинки Рональда Макдональда відкриваються в Ріо-де-Жанейро, Бразилія, і Окленді, Нова Зеландія, доводячи число будинків до 164 в 12 країнах.

### 1997
RMHC встановлює програму ґрантів для місцевих філій у США. Програма дозволяє місцевим філіям RMHC призначати ґранти, щоб відповісти невідкладним потребам дітей в їх власних суспільствах.

### 1999
200-й Будинок Рональда Макдональда відкривається у Будапешті, Угорщина. Будинки розташовані в 18 країнах у всьому світі. Через програму ґрантів, RMHC і її місцеві філії надають більш ніж $16 мільйонів ґрантів більш ніж 1,300 організаціям дітей на сьогодні, які діють в США.

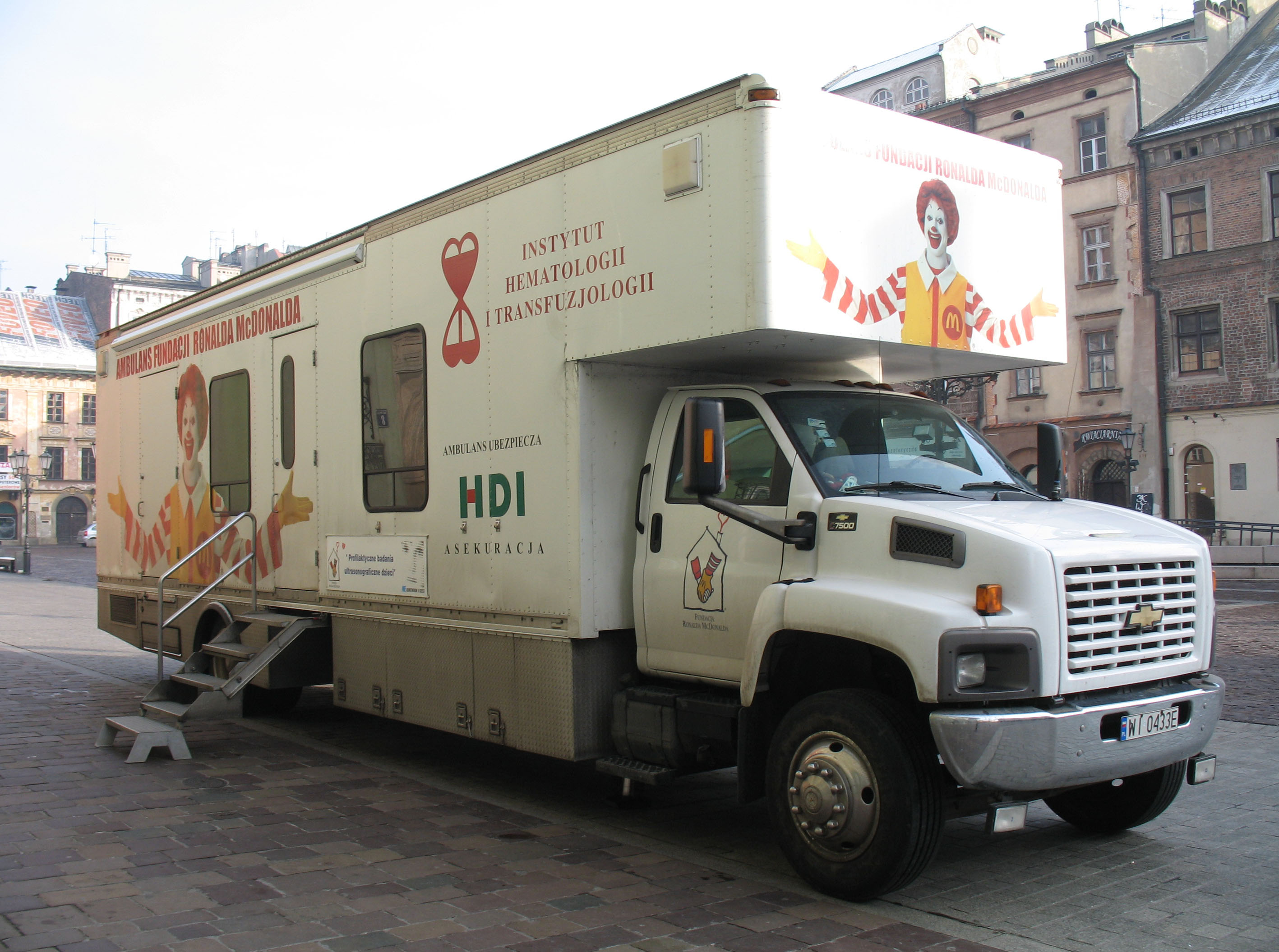
Перший Європейський Автофургон Турботи Рональда Макдональда працює на вулицях Кракова, Польща

### 2000
RMHC запускає перший Автофургон Рональда Макдональда в Worcester, MA, пропонуючи доступні послуги медичної, стоматологічної і загально оздоровчої профілактики дітям.

### 2001
RMHC представляє свою RMHC/Азіаткську програму стипендій для студентів Азіатсько-тихоокеанського походження.
RMHC представляє свою RMHC/програму стипендій для успішних учнів афро-американського походження.

### 2002
Провідний журнал відніс RMHC до номінантів «100 найкращих доброчинців Америки» в 2002.

### 2003
Джоан Крок заповідає більш ніж $60 мільйон до RMHC.
Нові будинки Рональда Макдональда відкриваються в декількох Європейських країнах, у тому числі Нідерланди, Німеччина, Швеція, Австрія і Румунія.
2005
Перший Європейський Автофургон Турботи Рональда Макдональда відкривається в Польщі.

### 2009
Дев'ять нових будинків Рональда Макдональда відкрилися в США, Німеччині, Нідерландах, Великій Британії, Аргентині, Швеції, і Гватемалі, які пропонують ще 6,600 сім'ям можливість щоденно перебувати зі своїми хворими дітьми.
RMHC відмітив 35-ю річницю програми будинку Рональда Макдональда.

### 2010
Відзначаючи 10-ту Річницю програми Автофургон Рональда Макдональда, RMHC відкрив свій 40-й автофургон RMCM в Латвії.

### 2011
Програма RMHC Скриня Пожертвування відсвяткувала свою 20-ю річницю. Завдяки цій програмі на було зібрано $200 мільйонів для добродійності.

## Співпраця з McDonald
Добродійність будинку Рональда Макдональда, яка триває більше ніж 37 років, більшою мірою відбувається завдяки McDonald.
McDonald — найбільший корпоративний донор RMHC. Більшість річних експлуатаційних витрат для будинків Рональда Макдональда люб'язно компенсовані коштами ресторанів McDonald. RMHC Скрині Пожертвування, що знаходяться в ресторанах McDonald, — найбільше джерело збору грошей для RMHC. Починаючи з 2002, McDonald надав $170 мільйонів для RMHC та для допомоги дітям в усьому світі.

## Ronald McDonald House
Багато сімей від'їжджають далеко від власного будинку, щоб отримати лікування для серйозно хворих дітей. Часто, це може триває досить довго, що призводить до неможливості сім'ї бути разом, що у свою чергу лякає дітей, які не мають можливості постійно мати підтримку батьків у важкий для них період.
Програма будинок Рональда Макдональда забезпечує житло для сімей, таким чином, що вони можуть залишитися поряд з їх госпіталізованою дитиною за невелику плату або і зовсім безкоштовно. Будинки Рональда Макдональда втілюють наступну ідею: ніщо не повинно відволікати сім'ю коли вона концентрується на лікуванні власної дитини. Місія Ronald McDonald House Charitie вважає, що, коли дитина госпіталізована, любов і підтримка сім'ї така ж потужна, як і найсильніша медицина.
Сім'ї сильніші, коли вони є разом, це допомагає посилити лікувальний ефект. Перебуваючи в будинку Рональда Макдональда, батьки можуть ефективніше співпрацювати з медичною командою їх дитини. Вони можуть також зосередитися на здоров'ї їх дитини, не відволікаючись на покупки в магазині, готування їжі чи миття посуду.

## Ronald McDonald Family Room
Коли сім'ї йдуть до сімейної кімнати Рональда Макдональда, місія Ronald McDonald House Charitie прагне, щоб вони забули, що вони лежать в лікарні. Кімнати Рональда Макдональда пропонують місце для відпочинку батьків на момент, коли їх хвора дитина знаходиться не з ними.
Послуги Кімнат Рональда Макдональда різняться одна від одної, але в кожній сім'ї можуть знайти наступне: кухонний куточок, який обладнаний мікрохвильовою пічкою, засоби для душу, кімнату для відпочинку, доступ до інтернету, бібліотеку, зону відпочинку з телебаченням.

## Ronald McDonald Care Mobile
Від зосередження на лікуванні дитячого раку в Польщі до офтальмології в Таїланді і імунізації в новому Орлеані, 44 Автофургони Турботи Рональда Макдональда забезпечують доступ до охорони здоров'я, там де дітям це треба найбільше.
Автофургони Турботи Рональда Макдональда надають доступні, високоякісні послуги медичної, стоматологічної і оздоровчої допомоги.
Автофургон Турботи Рональда Макдональда будувався спеціально для постачання педіатричних послуг охорони здоров'я. Кожен транспортний засіб коштує близько $500, 000, включає дві кімнати для огляду та лабораторію.
Залежно від громадських потреб, автофургон Турботи Рональда Макдональда, надає наступні послуги: сучасний рентген, імунізацію, діагностичну, попереджувальну і тонізуючу стоматологічну допомогу, лікування астми, офтальмологію, профілактику і спортивні вправи, нагляд за вагітністю для вагітних підлітків та інше.